# Corrado Barazzutti

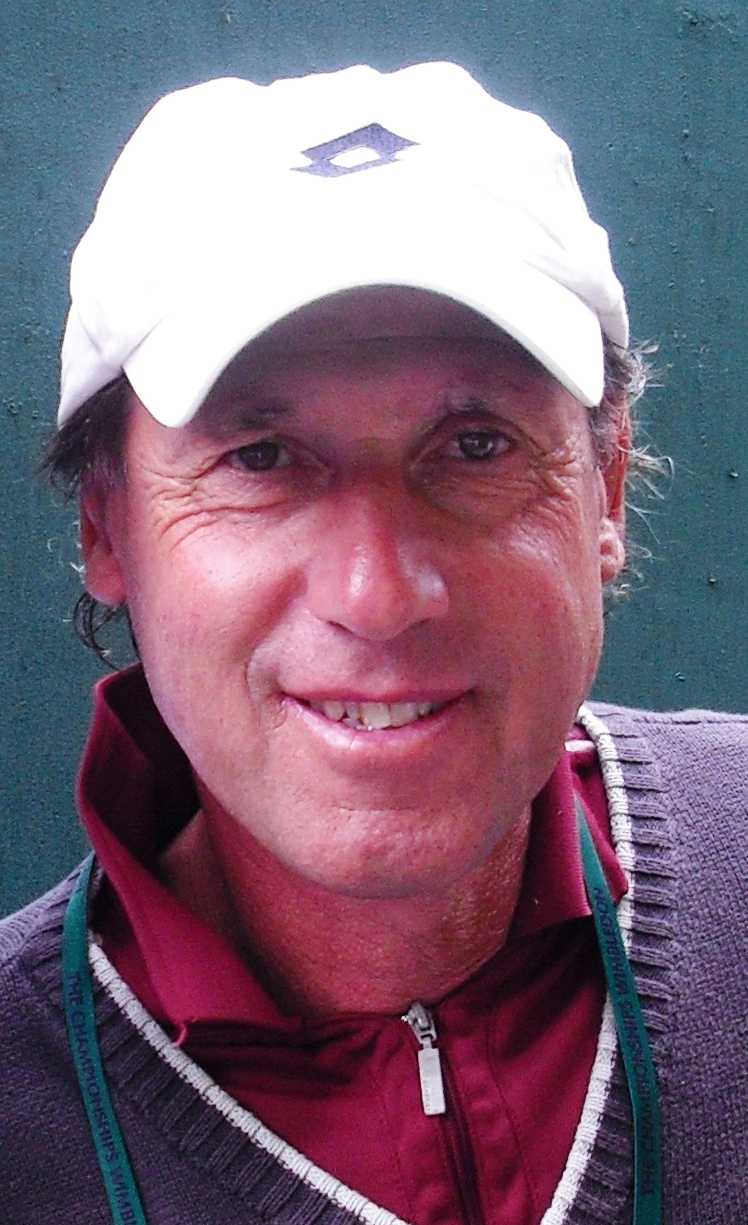

Corrado Barazzutti (19 de febrero de 1953 en Údine, Italia) es un exjugador de tenis italiano. En su carrera ha conquistado 6 torneos ATP y su mejor posición en el ranking de individuales fue N.º 7 en agosto de 1978 y en el de dobles fue Nº372 en julio de 1984.